# Massacre de Bitola
Le massacre de Bitola, ou massacre de Monastir (en albanais : Masakra e Manastirit), désigne le massacre de plusieurs centaines de dirigeants (beys) albanais par les forces ottomanes le 9 août 1830.
En 1830, le général et grand vizir ottoman Mehmet Rechid Pacha invite tous les beys albanais à venir sceller, par un grand banquet près de Monastir (aujourd'hui Bitola, en Macédoine du Nord), leur réconciliation avec le gouvernement avec qui ils étaient en conflit. Avant ou après le repas (selon les sources), les soldats ottomans se mettent en rang pour faire une haie d'honneur : il s'agit d'une embuscade et, sur un signe du pacha, ils ouvrent le feu sur les beys et leurs gardes du corps qui sont massacrés. Le nombre des victimes se situe entre plusieurs centaines et mille,.
Le massacre des beys albanais a porté un coup dur au pouvoir des beys en Albanie. De plus, les Ottomans, après avoir réussi à priver l'Albanie d'une partie de ses dirigeants, battirent l'année suivante, en 1831, le gouverneur du pachalik de Scutari Mustafa Pasha Bushatli (en), dernier pacha albanais restant donnant des signes de séparatisme.